# Mustafa Hajrulahović Talijan
Mustafa Hajrulahović Talijan (ur. 22 stycznia 1957 w Banja Luce, zm. 8 marca 1998 w Hamburgu) – generał w Armii Republiki Bośni i Hercegowiny.
Ukończył wojskową akademię w Splicie, obecnie w Chorwacji w 1979. W 1991 porzucił służbę wojskową w Armii Jugosłowiańskiej w stopniu kapitana i dołączył do Armii Republiki Bośni i Hercegowiny. Przez większą część wojny był dowódcą 1 Korpusu ARBiH. W końcowym etapie wojny w Bośni objął wysokie stanowisko u boku prezydenta Bośni Aliji Izetbegovicia. Cieszył się dużą popularnością wśród ludności bośniackiej.
Zmarł w Hamburgu na atak serca podczas wizyty u swojej matki. Pochowany został w Sarajewie na cmentarzu Ali-pašine džamije.